# پیم دوسبرخ
پیم دوسبرخ (هلندی: Pim Doesburg; تلفظ هلندی: [ˈʋɪləm ˈpɪm ˈduzbʏr(ə)x]; ۲۸ اکتبر ۱۹۴۳ – ۱۸ نوامبر ۲۰۲۰) بازیکن فوتبال اهل هلند بود.
از باشگاه‌هایی که در آن بازی کرده‌است می‌توان به باشگاه فوتبال اسپارتا روتردام و باشگاه ورزشی پی‌اس‌وی آیندهوون اشاره کرد.
وی همچنین در تیم ملی فوتبال هلند بازی کرده‌است.